# Érkávás község
Érkávás község (románul: Comuna Căuaș) község Szatmár megyében, Romániában. Központja Érkávás, beosztott falvai Gencs, Illéd, Érhatvan, Érmindszent, Újtanya.

## Népessége
A 2011-es népszámlálás adatai alapján a község népessége 2388 fő volt.